# Erzbistum Beira

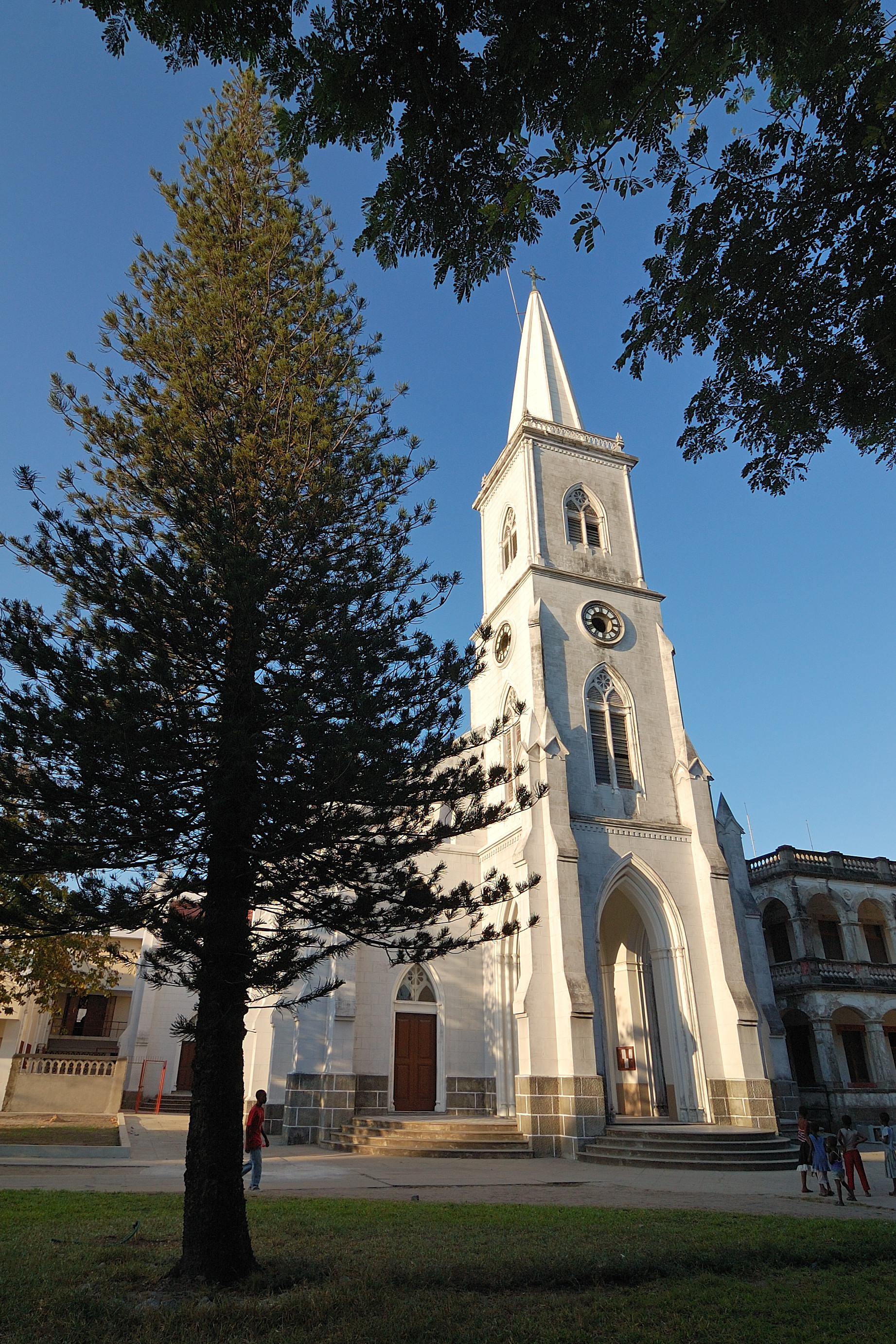
Catedral Metropolitana de Nossa Senhora do Rosário

Das Erzbistum Beira (lateinisch Archidioecesis Beirensis) ist eine in Mosambik gelegene römisch-katholische Erzdiözese mit Sitz in Beira. Es umfasst die gesamte Provinz Sofala.

## Geschichte
Papst Pius XII. gründete das Bistum Beira mit der Apostolischen Konstitution Sollemnibus Conventionibus  am 4. September 1940 aus Gebietsabtretungen des Erzbistums Lourenço Marques, dem es auch als Suffraganbistum unterstellt wurde. Mit der Bulle Quo efficacius wurde es am 4. Juni 1984 in den Rang eines Metropolitanerzbistums erhoben.
Teile seines Territoriums verlor es zugunsten der Errichtung folgender Bistümer:
- 6. Oktober 1954 an das Bistum Quelimane;
- 6. Mai 1962 an das Bistum Tete;
- 19. November 1990 an das Bistum Chimoio.

## Ordinarien

### Bischöfe von Beira
- Sebastião Soares de Resende (21. April 1943–25. Januar 1967)
- Manuel Ferreira Cabral (3. Juli 1967–1. Juli 1971)
- Altino Ribeiro de Santana (19. Februar 1972–27. Februar 1973)
- Ernesto Gonçalves da Costa OFM (23. Dezember 1974–3. Dezember 1976)
- Jaime Pedro Gonçalves (3. Dezember 1976–4. Juni 1984)

### Erzbischöfe von Beira
- Jaime Pedro Gonçalves (4. Juni 1984–14. Januar 2012)
- Claudio Dalla Zuanna SCI, seit 29. Juni 2012

## Statistik
| Jahr | Bevölkerung | Bevölkerung | Bevölkerung | Priester   | Priester           | Priester         | Priester               | Ständige Diakone | Ordensleute | Ordensleute | Pfarreien |
| Jahr | Katholiken  | Einwohner   | %           | Gesamtzahl | Diözesan- priester | Ordens- priester | Katholiken je Priester | Ständige Diakone | männlich    | weiblich    | Pfarreien |
| ---- | ----------- | ----------- | ----------- | ---------- | ------------------ | ---------------- | ---------------------- | ---------------- | ----------- | ----------- | --------- |
| 1950 | 47.752      | 1.922.596   | 2,5         | 75         | 10                 | 65               | 636                    |                  | 29          | 65          |           |
| 1958 | 90.473      | 1.105.060   | 8,2         | 88         | 7                  | 81               | 1.028                  |                  |             |             | 33        |
| 1970 | 127.768     | 940.789     | 13,6        | 84         | 11                 | 73               | 1.521                  |                  | 106         | 173         | 16        |
| 1980 | 90.000      | 924.000     | 9,7         | 29         | 1                  | 28               | 3.103                  |                  | 34          | 53          | 32        |
| 1988 | 96.800      | 1.826.000   | 5,3         | 25         | 3                  | 22               | 3.872                  |                  | 28          | 78          | 33        |
| 1999 | 169.621     | 1.317.000   | 12,9        | 42         | 6                  | 36               | 4.038                  |                  | 54          | 114         | 19        |
| 2000 | 262.236     | 1.346.000   | 19,5        | 42         | 10                 | 32               | 6.243                  |                  | 48          | 112         | 23        |
| 2006 | 783.000     | 1.336.000   | 58,6        | 69         | 21                 | 48               | 11.347                 |                  | 64          | 99          | 33        |
| 2012 | 847.000     | 1.525.000   | 55,5        | 67         | 34                 | 33               | 12.641                 |                  | 58          | 73          | 46        |
| 2020 | 1.014.380   | 1.825.645   | 55,6        | 85         | 49                 | 36               | 11.933                 | 2                | 75          | 88          | 46        |